# Irving W. Drew

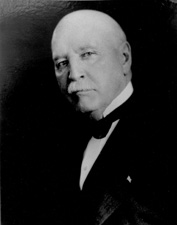
Irving Webster Drew

Irving Webster Drew, född 8 januari 1845 i Colebrook, New Hampshire, död 10 april 1922 i Montclair, New Jersey, var en amerikansk politiker. Han representerade delstaten New Hampshire i USA:s senat från september till november 1918.
Drew utexaminerades 1870 från Dartmouth College. Han studerade sedan juridik och inledde 1871 sin karriär som advokat i New Hampshire. Han gick med i demokraterna. Han var ledamot av delstatens senat 1883-1884.
Drew bytte 1896 parti till republikanerna. Han var sedan verksam inom bank- och järnvägsbranscherna. Senator Jacob H. Gallinger avled i ämbetet och Drew blev utnämnd till USA:s senat. Han efterträddes senare samma år av George H. Moses.
Drew avled 1922. Han gravsattes på Summer Street Cemetery i Lancaster, New Hampshire.